# Сан-Жуан-Непомусену
Сан-Жуан-Непомусену (порт. São João Nepomuceno) — муниципалитет в Бразилии, входит в штат Минас-Жерайс. Составная часть мезорегиона Зона-да-Мата. Входит в экономико-статистический микрорегион Жуис-ди-Фора. Население составляет 25 526 человек на 2006 год. Занимает площадь 407,896 км². Плотность населения — 62,6 чел./км².

## История
Город основан 16 мая 1880 года.

## Статистика
- Валовой внутренний продукт на 2003 год составляет 105 591 349,00 реалов (данные: Бразильский институт географии и статистики).
- Валовой внутренний продукт на душу населения на 2003 год составляет 4270,11 реалов (данные: Бразильский институт географии и статистики).
- Индекс развития человеческого потенциала на 2000 год составляет 0,763 (данные: Программа развития ООН).

## География
Климат местности: умеренный.